# Radia Perlman
Radia Joy Perlman (1951) is een Amerikaanse computerprogrammeur en netwerkingenieur. Ze is het bekendst van haar uitvinding van het spanning-tree protocol (STP), dat van fundamenteel belang is voor de werking van netwerkbruggen. Ze deed deze uitvinding terwijl ze werkzaam was voor de Digital Equipment Corporation. Ze leverde ook grote bijdragen aan vele andere gebieden van netwerkontwerp en -standaardisatie.
In 2004 heeft ze een nieuw protocol TRILL/RBridges ontworpen om enkele tekortkomingen van spanning-trees te corrigeren. Dit is gestandaardiseerd door de Internet Engineering Task Force (IETF) en als TRansparent Interconnection of Lots of Links (TRILL) in 2011. Ze is fellow bij Dell EMC.

## Jeugd
Perlman groeide op in de buurt van Asbury Park, New Jersey. Haar beide ouders werkten als ingenieurs voor de Amerikaanse overheid. Haar vader werkte aan radar en haar moeder was wiskundige en werkte als computerprogrammeur. Tijdens haar schooljaren vond Perlman wiskunde en wetenschap "moeiteloos en fascinerend", maar behaalde ook in andere vakken topresultaten. Ze speelde graag piano en hoorn. Terwijl haar moeder haar hielp met haar wiskundehuiswerk, spraken ze vooral over literatuur en muziek.

## Opleiding
Perman studeerde aan het Massachusetts Institute of Technology (MIT), als een van 50 vrouwen van de 1000 studenten in haar jaar. Aanvankelijk had MIT slechts één slaapzaal voor vrouwen, waardoor het aantal vrouwelijke studenten dat kon studeren werd beperkt. Toen de slaapzalen voor mannen bij MIT coed werden, verhuisde Perlman uit de slaapzaal voor vrouwen naar een gemengde slaapzaal, waar ze de "inwonende vrouw" werd. Ze zei later dat ze zo gewend was aan de disbalans tussen mannen en vrouwen, dat het normaal werd. Pas toen ze andere vrouwelijke studenten onder een menigte mannen zag, merkte ze dat "het er een beetje raar uitzag".
Ze leerde programmeren voor een natuurkundeles en studeerde af als wiskundige. Ze kreeg haar eerste baan in 1971 betaald als part-time programmeur voor het LOGO Lab aan de (toenmalige) MIT Artificial Intelligence Laboratory, het programmeren van systeemsoftware, zoals debuggers.
Werkend onder supervisie van Seymour Papert ontwikkelde ze een kindvriendelijke versie van de educatieve robottaal LOGO, genaamd TORTIS ("Toddler's Recursive Turtle Interpreter System"). Tijdens onderzoek dat in 1974-1976 werd uitgevoerd, programmeerden jonge kinderen - de jongste van 3½ jaar - een educatieve LOGO-robot met de naam Turtle. Perlman is beschreven als een pionier in het onderwijzen van computerprogramma's voor jonge kinderen.
Vervolgens werd Perlman Ph.D student aan het MIT, maar ze had moeite om een adviseur voor haar proefschrift te vinden, waarna ze stopte en via een vriend terecht kwam bij BBN Technologies. Daar raakte ze voor het eerst betrokken bij het ontwerpen van netwerkprotocollen. In 1988 behaalt Perlman alsnog haar Ph.D., echter niet in wiskunde maar in Computer Science van MIT. Haar proefschrift aan het MIT ging over de kwestie van routing in de aanwezigheid van kwaadaardige netwerkstoringen.

## Carrière
Ze is het bekendst om haar uitvinding van het Spanning Tree Protocol (STP), dat van fundamenteel belang is voor de werking van netwerkbruggen, terwijl ze werkt voor Digital Equipment Corporation. Perlman is de auteur van een leerboek over netwerken en co-auteur van een ander boek over netwerkbeveiliging. Ze heeft meer dan 100 uitgegeven patenten. Ze was fellow bij Sun Microsystems en heeft cursussen gegeven aan de Universiteit van Washington, Harvard University en MIT, en is de keynote spreker op evenementen over de hele wereld. Perlman ontvangt prijzen zoals Lifetime Achievement-awards van Usenix en de Special Interest Group on Data Communication ( SIGCOMM ) van de Association for Computing Machinery.

### Spanning Tree Protocol
Perlman vond het spanning tree-algoritme en het Spanning Tree Protocol (STP) uit. Tijdens haar werkzaamheden als consulting engineer bij Digital Equipment Corporation (DEC) in 1984 kreeg ze de taak om een eenvoudig protocol te ontwikkelen waarmee netwerkbruggen lussen in een LAN ( Local Area Network ) konden lokaliseren. Het was vereist dat het protocol een constante hoeveelheid geheugen zou gebruiken wanneer geïmplementeerd op de netwerkapparaten, ongeacht hoe groot het netwerk was. Het bouwen en uitbreiden van overbrugde netwerken was moeilijk omdat lussen, waarbij meer dan één pad naar dezelfde bestemming leidt, kunnen leiden tot het instorten van het netwerk. Redundante paden in het netwerk betekenden dat een brug een frame in meerdere richtingen kon doorsturen. Daarom kunnen lussen ervoor zorgen dat Ethernet-frames hun bestemming niet bereiken, waardoor het netwerk volloopt. Perlman maakte gebruik van het feit dat bruggen unieke 48-bits MAC-adressen hadden en bedacht een netwerkprotocol zodat bruggen binnen het LAN met elkaar communiceerden. Met het algoritme dat op alle bruggen in het netwerk is geïmplementeerd, konden de bruggen één rootbrug in het netwerk aanwijzen. Elke bridge bracht vervolgens het netwerk in kaart en bepaalde het kortste pad naar de root bridge, waardoor andere overbodige paden werden gedeactiveerd. Ondanks de bezorgdheid van Perlman dat het het spanning tree protocol ongeveer een minuut nodig had om te reageren wanneer veranderingen in de netwerktopologie plaatsvonden, gedurende welke tijd een lus het netwerk kon neerhalen, werd het gestandaardiseerd als 802.1d door het Institute of Electrical and Electronics Engineers (IEEE ). Perlman zei dat de voordelen van het protocol neerkomen op het feit dat "u zich geen zorgen hoeft te maken over topologie" bij het wijzigen van de manier waarop een LAN is verbonden. Perlman heeft echter kritiek geuit op wijzigingen die zijn aangebracht in de loop van de standaardisatie van het protocol.

## Erkenning
- National Inventors Hall of Fame-opname (2016)
- Internet Hall of Fame-opname (2014)[13]
- SIGCOMM Award (2010)[14]
- USENIX Lifetime Achievement Award (2006)
- Ontvanger van de eerste Anita Borg Institute Women of Vision Award voor Innovatie in 2005[15]
- Silicon Valley Intellectual Property Law Association Uitvinder van het jaar (2003)[16]
- Eredoctoraat, Koninklijk Instituut voor Technologie (28 juni 2000)
- Twee keer genoemd als een van de 20 meest invloedrijke mensen in de industrie door Data Communications magazine: in het 20-jarig jubileumnummer (15 januari 1992) en het 25-jarig jubileumnummer (15 januari 1997). Perlman is de enige persoon die in beide nummers wordt genoemd.
- Fellow van de Association for Computing Machinery, klasse van 2016

- Association for Computing Machinery: 81100008303
- Bibsys: 90639078
- Biblioteca Nacional de España: XX5405959
- Bibliothèque nationale de France: cb124400913 (data)
- CiNii: DA06883018
- DBLP: 87/2370
- Gemeinsame Normdatei: 172561426
- International Standard Name Identifier: 0000 0001 1596 6252
- Library of Congress Control Number: n91097789
- Mathematics Genealogy Project: 86235
- Bibliotheek van het Japanse parlement: 00515489
- Nationale Bibliotheek van Tsjechië: jcu2015884688
- Nationale Bibliotheek van Israël: 987007422461805171
- Nederlandse Thesaurus van Auteursnamen: 264093461
- SNAC: w6rd2gp9
- Système universitaire de documentation: 033543364
- Virtual International Authority File: 12400871
- WorldCat: E39PBJfrKpgVHHbdkHKFjXCWjC